# Sciophila spinifera
Sciophila spinifera är en tvåvingeart som beskrevs av Zaitzev 1982. Sciophila spinifera ingår i släktet Sciophila, och familjen svampmyggor. Arten är reproducerande i Sverige.